# Crespellano
Crespellano este o comună în Provincia Bologna, Italia. În 2011 avea o populație de 9854 de locuitori.

## Demografie
Format:Demografia/Crespellano